# Heinrich Wallau
Heinrich Wallau (* 19. September 1852 in Mainz; † 13. April 1925 in Zwingenberg, Bergstraße) war Drucker und Kunstliebhaber.

## Leben und Wirken
Heinrich Wallau war Sohn des Druckereibesitzers und späteren Oberbürgermeisters der Stadt Mainz, Carl Wallau. Schon im Alter von 23 Jahren übernahm er die Druckerei seines Vaters, in der er seine Ausbildung als Buchdrucker erhalten hatte und die er bis zu einer Nervenerkrankung im Jahre 1894 führte; sie wurde anschließend von der Druckerei des mit ihm befreundeten Victor von Zabern übernommen.
Als junger Mann hörte Wallau die Vorlesungen des Kunsthistorikers Anton Springer und entwickelte Vorliebe und Geschmack für Kunst; insbesondere widmete er sich zeitlebens dem künstlerischen Aspekt des Druckens. Die väterliche „Buch- und Steindruckerei“ wurde zur „Typographischen Kunst-Anstalt“ und 1889 zur „Kunstdruckerei“. Das wirtschaftliche Standbein der Firma waren Akzidenzien, d. h. Reklame, Preislisten, Briefpapier, Visitenkarten, Tabellen usw. Zu seinen Auftraggebern gehörten angesehene Unternehmen wie die Möbelfabrik A. Bembé und die Sektkellerei Kupferberg in Mainz, Dyckerhoff AG in Biebrich bei Wiesbaden und Villeroy & Boch in Mettlach. Die Mainzer Stadtverwaltung betraute ihn mit dem Druck von Valuta-Papieren, Verträgen und Entwürfen für die städtische Gärtnerei; auch die Mainzer Garnison gehörte zu den Kunden. Für den Mainzer Verlag Diemer druckte Wallau u. a. „Die Römische Rheinbrücke bei Mainz“ (1884), „Die Landgrafen und Hessen-Darmstadt“ (1894), für den Kirchheim-Verlag 1887 „Die Legende des heiligen Ruprecht bei Bingen“, ein Faksimiledruck eines 1524 in Oppenheim erschienenen Werkes, und für Herder in Freiburg 1888 Wedewers Werk über „Johann Dietenberger 1475–1537. Sein Leben und Wirken“, um nur einige beachtenswerte Beispiele aus seiner Werkstatt zu nennen.
Für die graphische Gestaltung seiner Drucke beschäftigte Wallau zumeist freischaffende Künstler, wie etwa den in Mainz geborenen und in München lebenden Graphiker Peter Halm, später auch Conrad Sutter und Otto Hupp. Eine langjährige Freundschaft verband Wallau mit dem Mainzer Geistlichen und Kunsthistoriker Friedrich Schneider, der ihm Aufträge vermittelte, für sich Persönliches wie Ex Libris und Briefköpfe bei ihm bestellte und ihn zum Druck kleinerer Aufsätze und auch umfangreicherer Werke wie etwa der „Festgabe zur Eröffnung des Paulus-Museums in Worms 1882“ und die „Gedenkblätter zur Gutenbergfeier am 50. Jahrestage der Errichtung des Gutenberg-Denkmals 1837“ 1887 gewinnen konnte.
Heinrich Wallau war ein typischer Vertreter des Historismus, indem er für die graphische Gestaltung seiner Drucke Muster vergangener Epochen, wie etwa des Rokoko, vornehmlich von Halm, und der Renaissance, etwa durch Otto Hupp vertreten, bevorzugte. 
Nach der Schließung seiner Offizin stand er beratend seinem Nachfolger von Zabern zur Seite, war von 1905 bis 1924 ehrenamtliches Mitglied des künstlerischen Sachverständigenrates der deutschen Reichdruckerei in Berlin und veröffentlichte Forschungen über Druck und Schrift wie etwa „Die Faksimilierung der Stein-Inschriften des Mainzer Museums“ 1900, und „Gutenberg, Techniker und Künstler“, 1905. Seit ihrer Gründung gehörte Heinrich Wallau auch dem Vorstand der Mainzer Gutenberg-Gesellschaft an, wo er als Inkunabel- und Gutenbergforscher wirkte.
In der Wallauschen Offizin wurden zwei Druckprinzipien angewendet: Buchdruck, hauptsächlich für Werkdruck, und Lithographie für Akzidenzien; Zinkotypie und Heliogravüre wurden 
ebenfalls eingesetzt.
Wallau zu Ehren brachte 1934 die Schriftgießerei des mit Wallau befreundeten Karl Klingspor in Offenbach eine von Rudolf Koch entworfene Schrift heraus, die „Wallau“. Sie greift auf die gotische Rundschrift zurück.

## Würdigung
Das Gutenberg-Museum der Stadt Mainz veranstaltete 1995 eine Ausstellung „Die Druckerei Wallau. Firmenporträt einer Mainzer Offizin im 19. Jahrhundert“.

## Veröffentlichungen (Auswahl)
- Aesthetik der Druckschrift, in: Gesammelte Studien zur Kunstgeschichte. Eine Festgabe zum 4. Mai 1885 für Anton Springer, S. 151–156, mit 8 Tafeln.
- Ueber Punkturen in alten Drucken. In: Zentralblatt für Bibliothekswesen, Jg. 5, 1888, S. 91–92 (online).
- Die Faksimilierung der Stein-Inschriften des Mainzer Museums, in: Westdeutsche Zeitschrift für Geschichte und Kunst XIX, Trier 1900, S. 180–196
- Gutenberg, Techniker und Künstler, in: 4. Jahresbericht der Gutenberg-Gesellschaft für 1904/05, auch als Sonderdruck von 20 Seiten
- Künstlerischer Schriftschnitt und Hupps "Liturgisch", in: Archiv für Buchgewerbe 43, 1906, S. 467–468
- Frühe Formen der semitisch-griechischen Buchstabenschrift und der Schrift der minoischen Kultur, in: Friedrich Schneider, zum 70. Geburtstage, Studien aus Kunst und Geschichte, 1906, S. 577–582, mit 1 Tafel

## E-Books
1. ↑  Peter Halm und seine Druckverzierungen als E-Book (PDF; 698 kB)

| Personendaten    | Personendaten                        |
| ---------------- | ------------------------------------ |
| NAME             | Wallau, Heinrich                     |
| KURZBESCHREIBUNG | deutscher Drucker und Kunstliebhaber |
| GEBURTSDATUM     | 19. September 1852                   |
| GEBURTSORT       | Mainz                                |
| STERBEDATUM      | 13. April 1925                       |
| STERBEORT        | Zwingenberg                          |